# Forest Park, Oklahoma
Forest Park är en kommun (town) i Oklahoma County i Oklahoma.  Vid 2020 års folkräkning hade Forest Park 1 049 invånare.